# 萬井隆令
萬井 隆令（万井 隆令、よろい たかよし／りゅうれい、1943年2月12日 -　）は、日本の法学者（労働法）。龍谷大学名誉教授。

## 略歴
鳥取市生まれ。1961年鳥取県立鳥取西高等学校卒。1965年京都大学法学部卒業。1970年同大学院法学研究科博士課程単位取得退学（恩師：片岡昇）。
1970年立命館大学産業社会学部助教授、1980年龍谷大学法学部教授、1994年同法学部長、1997年同副学長、2005年同法科大学院初代院長、2007年教授、2011年退任、名誉教授。2002年「労働契約締結の法理」で、龍谷大学より法学博士の学位を受く。
この他に労働運動研究所常任理事、民主法律協会会長、龍谷大学教務部長を歴任。

## 著書
- 『労働契約締結の法理』有斐閣 1997

### 共編著・監修
- 『労働時間法論』片岡曻共編 法律文化社 共同研究労働法 1990
- 『労働法 2 (個別的労働関係法)』西谷敏共編 法律文化社 NJ叢書　1993
- 『労働法 1 (集団的労働関係法)』西谷敏共編 法律文化社 NJ叢書　1995
- 『規制緩和と労働者・労働法制』脇田滋,伍賀一道共編 旬報社 2001
- 『バイト・フリーター110番』監修 かもがわブックレット 2003
- 『日本の雇用が危ない 安倍政権「労働規制緩和」批判』西谷敏,五十嵐仁,和田肇,田端博邦,野田進,脇田滋,深谷信夫共著 旬報社 2014

## 記念論文集
- 『新たな権利闘争の地平をめざして 萬井隆令西谷敏先生還暦記念論文集』民主法律協会 2004

## 論文
- Cinii